# Albania (Caquetá)
Albania es un municipio colombiano localizado en la región sur occidental del Departamento del Caquetá en Colombia, parte de la región amazónica del país, siendo uno de los 16 municipios que conforman el departamento. Su cabecera municipal se encuentra localizada a 69 km al suroeste de la capital del Departamento, la ciudad de Florencia, desde donde se llega por vía terrestre en un término de 1 hora aproximadamente.

## División Político-Administrativa
Además de su Cabecera municipal. Albania tiene bajo su jurisdicción los siguientes Centros poblados:
- Dorado
- El Paraíso
- Versalles

## Cultura
Entre otros reconocimientos, el municipio de Albania es la sede departamental de teatro, y se destaca por la cultura que se ejerce, siendo un importante foco de la danza, donde cuenta con destacadas participaciones a nivel departamental y nacional, logrando con ellos merecidos reconocimientos a su escuela de formación.
Anualmente en el municipio de celebran las fiestas de San Juan y San Pedro hacia la mitad del año, destacándose por la amplia participación de todos sus habitantes en su celebración. Es sede del Reinado del Sur, que se realiza cada año en el casco urbano, reuniendo a este todos los municipios ubicados en el sur del departamento, aunque se destaca la participación en los últimos años de municipios del norte del departamento, ubicando este evento como el segundo más importante en su especie, después del Reinado Departamental realizado en el municipio de Florencia